# 華康手書風
手書風是華康科技（現名威鋒數位）以真人筆跡開發製成的字體系列。截至2010年，已囊括了15種字體。
這些字型部分來自公開徵求的手稿，其他則出自專業設計師之手。敲定一種字型后，要經過筆畫拆解或掃描邊修的方式，完成各14,650个字的錄入。其中包括了罕用字集。字體風格各異，但都具有手寫字的靈活，富於親切感。